# Vasileónoikon
Vasileónoikon (Vasileoniko) är en ort i Grekland.   Den ligger i prefekturen Chios och regionen Nordegeiska öarna, i den östra delen av landet, 210 km öster om huvudstaden Aten. Vasileónoikon ligger 53 meter över havet och antalet invånare är 377. Den ligger på ön Chios.
Terrängen runt Vasileónoikon är kuperad västerut, men österut är den platt. Havet är nära Vasileónoikon österut. Närmaste större samhälle är Chios, 4,9 km norr om Vasileónoikon. 